# Abramites hypselonotus
Abramites hypselonotus és una espècie de peix de la família dels anostòmids i de l'ordre dels caraciformes.

## Morfologia
- Els mascles poden assolir 14 cm de llargària total.[3][4]

## Alimentació
Menja cucs, crustacis, insectes i matèria vegetal.

## Hàbitat
Viu en zones de clima tropical entre 23 °C - 27 °C de temperatura.

## Distribució geogràfica
Es troba a Sud-amèrica: conques dels rius Orinoco, Amazones, Paraguai i Paranà.

## Interès gastronòmic
És consumit per les poblacions locals.